# Inn
Inn (łac. Aenus, wł. Eno, retorom. Enⓘ) – rzeka w Szwajcarii, Austrii i Niemczech, prawy alpejski dopływ Dunaju (łączy się z nim w Pasawie).
Źródła Innu znajdują się w południowo-zachodniej części Alp Retyckich, niedaleko przełęczy Malojapass w szwajcarskiej Gryzonii. Tworzy przełom przez Północne Alpy Wapienne. Na rzece zlokalizowano kilka hydroelektrowni, jest żeglowna od ujścia dopływu – rzeki Salzach. Wzdłuż biegu rzeki znajduje się kilka jezior, m.in. szwajcarskie Lej da San Murezzan, Lej da Silvaplauna, Silsersee, Lej da Champfer.
Główne dopływy: Sill, Salzach, Ziller, Mangfall.
Miasta nad Innem:
- Szwajcaria: Sankt Moritz

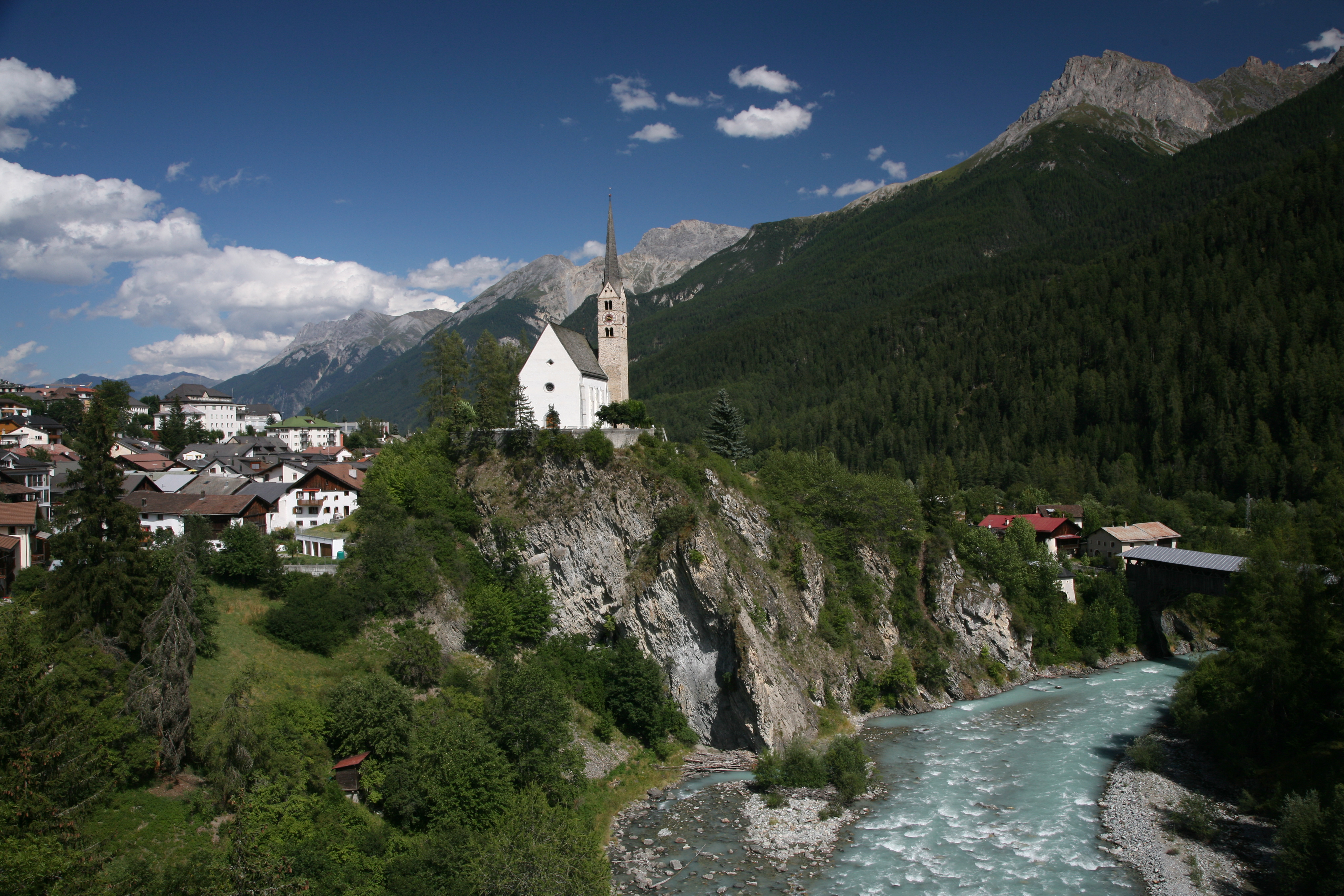
Inn w dolinie Engadin (Scuol, Szwajcaria)

- Austria: Landeck, Imst, Innsbruck, Hall in Tirol, Schwaz, Rattenberg, Wörgl, Kufstein
- Niemcy: Rosenheim, Wasserburg am Inn, Mühldorf am Inn, Neuötting am Inn, Simbach am Inn
- Pogranicze Austrii i Niemiec: Braunau am Inn (Austria), Schärding (Austria), Pasawa (Niemcy)

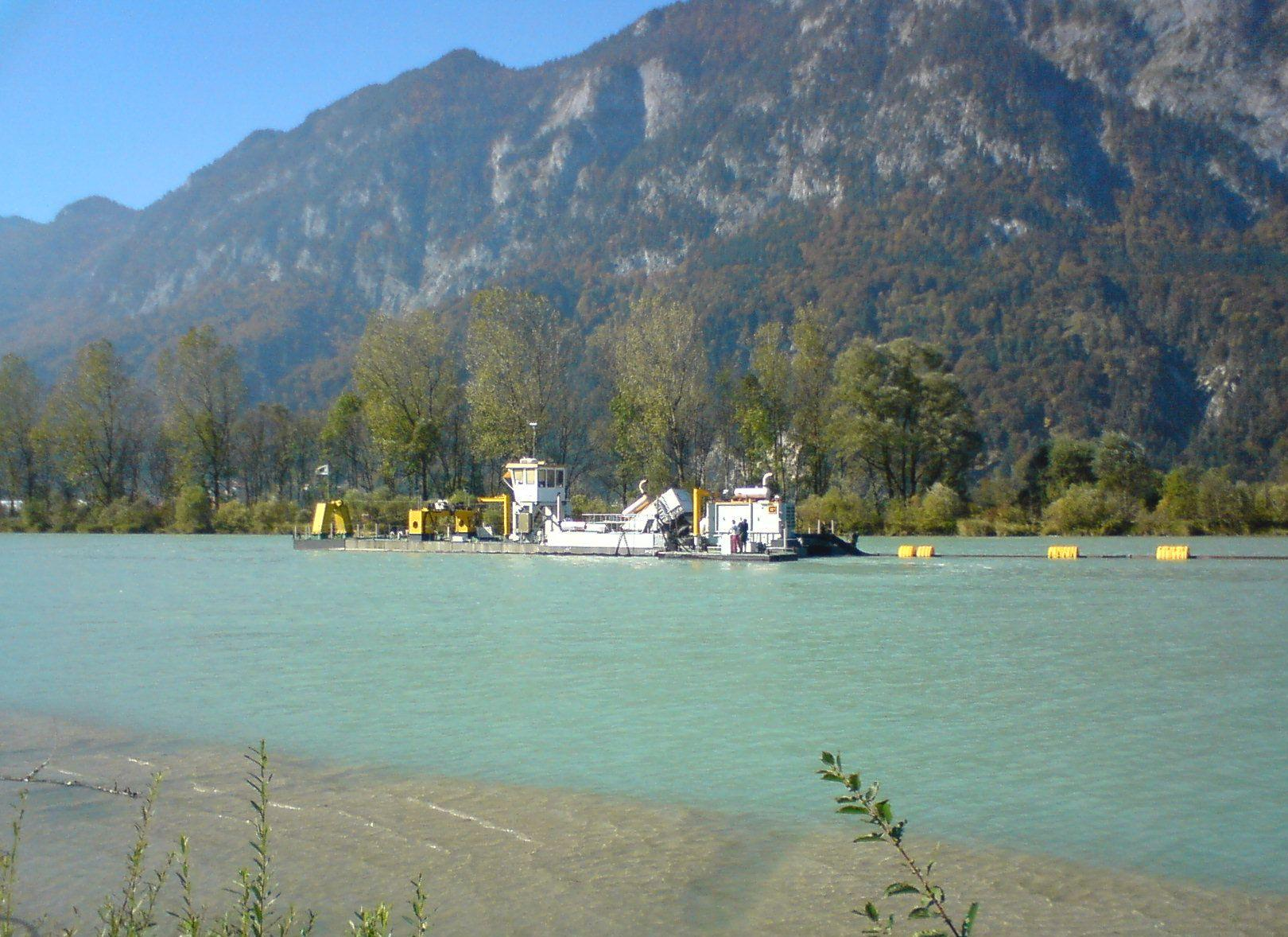
Pogłębiarka na rzece w Langkampfen

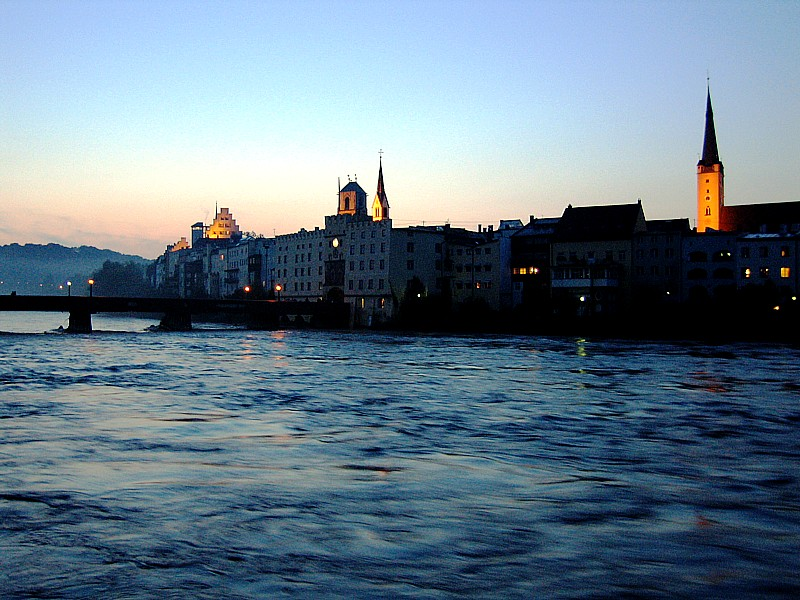
Inn w Wasserburgu